# Żako większa
Żako większa, żako, papuga popielata, papuga szara (Psittacus erithacus) – gatunek średniej wielkości ptaka z rodziny papugowatych (Psittacidae). Klasyfikacja taksonomiczna jest sporna, zależnie od ujęcia, żako uznaje się za jeden gatunek z trzema podgatunkami lub za dwa odrębne gatunki. Zamieszkują środkową Afrykę oraz Wyspy Świętego Tomasza i Książęcą. Zagrożone wyginięciem.

## Taksonomia
Po raz pierwszy zgodnie z zasadami nazewnictwa binominalnego gatunek ten opisał Karol Linneusz w 1758 roku w 10. wydaniu Systema Naturae. Jako miejsce typowe autor błędnie wskazał Gwineę, co później skorygowano na Złote Wybrzeże, czyli obecną Ghanę. Klasyfikacja jest sporna. W klasyfikacji ptaków przyjętej przez BirdLife International P. e. timneh jest podnoszony do rangi odrębnego gatunku – Psittacus timneh (żako mniejsza); w 2014 roku także Międzynarodowy Kongres Ornitologiczny (IOC) zdecydował o podniesieniu P. e. timneh do rangi odrębnego gatunku, wyróżnia dwa podgatunki: nominatywny oraz P. t. princeps. Autorzy Handbook of the Birds of the World uznają P. e. erithacus i P. e. princeps za jeden gatunek, za to P. e. timneh za odrębny – P. timneh. Od 2024 roku autorzy Kompletnej listy ptaków świata również uznają żako mniejszą za oddzielny gatunek.
Badania genetyczne wskazują obecność dwóch niezależnych od siebie lądowych linii rozwojowych, które rozdzieliły się do 2,4 mln lat temu, a populacja wyspowa – z Wyspy Książęcej – również składa się z przedstawicieli dwóch linii rozwojowych, które ewoluowały w allopatryczności. Linia z Wyspy Książęcej o największej liczbie współczesnych przedstawicieli ewoluowała w osobności przez około 1,4 mln lat. Jej reprezentanci bliżej spokrewnieni są z przedstawicielami P. e. timneh niż z P. e. erithacus. Druga z linii rozwojowych na Wyspie Książęcej składa się z ptaków podgatunku nominatywnego, które niedawno skolonizowały wyspę.

## Morfologia
Upierzenie ogółem szarawe. Sterówki jaskrawoczerwone. Długość ciała ok. 28–39 cm; masa ciała 402–490 g.

## Zasięg występowania
Żako większa zamieszkuje południowo-wschodnie Wybrzeże Kości Słoniowej na wschód po zachodnią Kenię i północno-zachodnią Tanzanię, dalej na południe po południową i centralno-południową Demokratyczną Republikę Konga i prowincję Kabinda (północna Angola), do tego Bioko i Wyspa Świętego Tomasza (prawdopodobnie introdukowane).
Zdziczałe ptaki podgatunku nominatywnego występują w wielu afrykańskich miastach.

## Ekologia i zachowanie

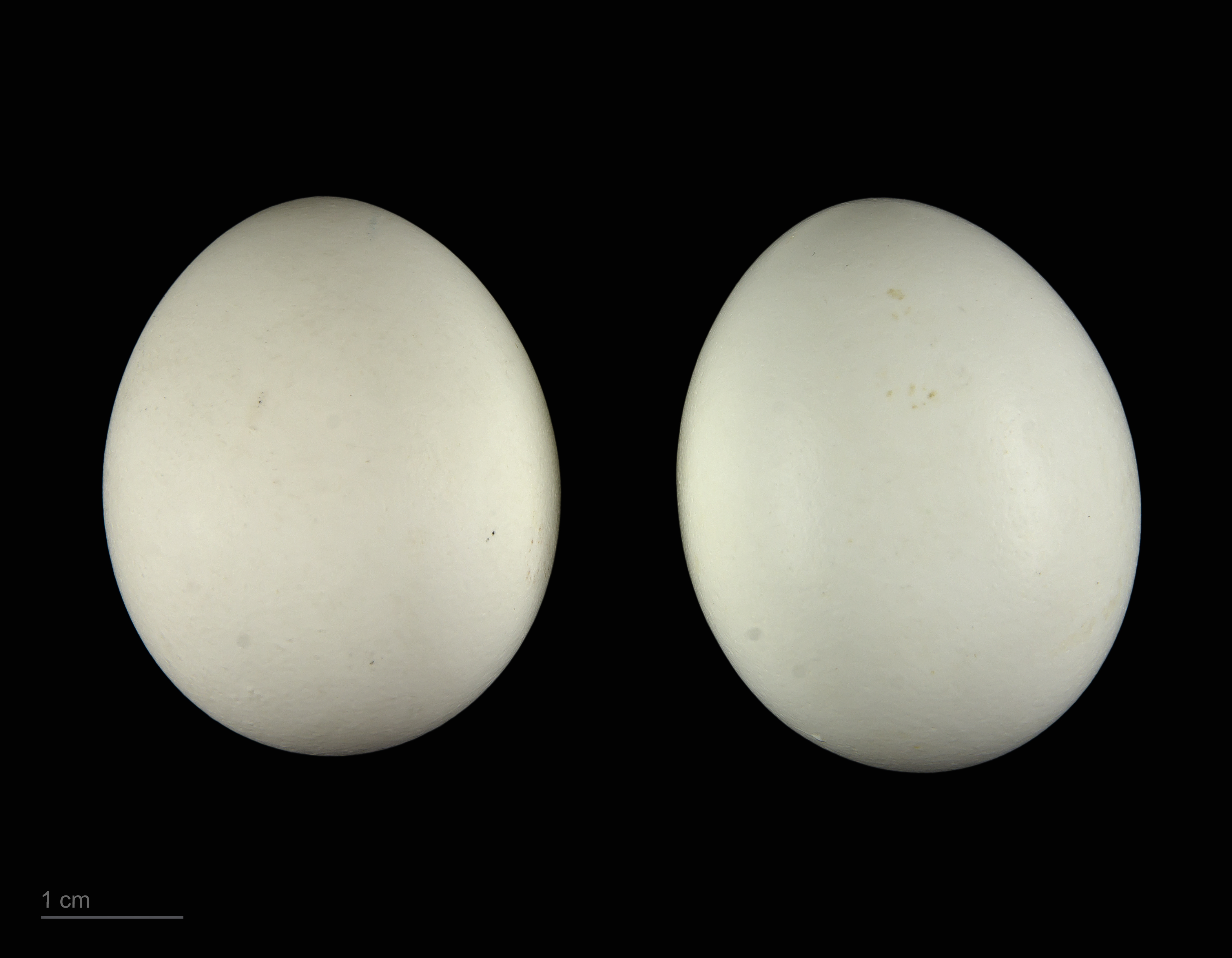
Jaja z kolekcji muzealnej

Przeważnie żako zamieszkują gęste lasy. Spotykane są również na skrajach lasów, w przecinkach, lasach galeriowych, namorzynach, obszarach upraw i ogrodach, nie ma jednak pewności, czy są to samodzielnie się podtrzymujące populacje. Żako odnotowywano do 2200 m n.p.m. Zaobserwowano związek między występowaniem żako i palm Elaeis. Pożywieniem tych papug są nasiona i owoce. Żerują w grupach liczących do 30 osobników. Przynajmniej w zachodniej części Afryki w porze suchej podejmują sezonowe wędrówki z najsuchszych części swojego zasięgu.
Są jednymi z najbardziej inteligentnych ptaków, w niektórych aspektach zdolności intelektualne dorównują kilkuletnim dzieciom. Papuga szara nie zdała testu lustra.

### Lęgi
Gniazdo ulokowane jest w szczelinie drzewa, od 10 do 30 m nad ziemią. Przeważnie gniazdują samotnie, niekiedy tworzą luźne kolonie. Samica składa 2–5 jaj i sama je wysiaduje przez 21–30 dni. Młode opuszczają gniazdo po około 80 dniach życia. W niewoli żako dożywają około 45 lat. Według danych z 1998 dzikie żako odchowywały wówczas średnio 0,4 pisklęcia na gniazdo.

## Status i zagrożenia
Według IUCN żako ma status zagrożonej wyginięciem (EN, Endangered). Status zaktualizowano w grudniu 2016, uprzednio w 2012 i 2013 otrzymała rangę gatunku narażonego (VU, Vulnerable). Zagrożeniem dla gatunku jest odłów żako celem sprzedania ich jako zwierzęta domowe.
Żako to jedne z popularniejszych zwierząt domowych w Europie, USA i na Bliskim Wschodzie, co zawdzięczają swojej zdolności do naśladowania ludzkiej mowy i innych dźwięków. Popyt na dzikie ptaki zwiększył się (dane z 2006 roku) także w Chinach. Od 1982 do 2001 próbowano sprzedać ponad 1,3 miliona złapanych w naturze żako. Szacunkowo śmiertelność ptaków od złapania do momentu sprzedaży wynosi od 30 do 66%. Inne zagrożenia dla gatunku to utrata środowiska, odłów na sprzedaż wewnątrz krajów i polowanie na żako celem pozyskania mięsa lub części ciała oraz piór używanych jako dekoracja lub w magicznych rytuałach. W 2016 najwięcej legalnie sprzedanych żako pochodziło z centralnej Afryki.
Gatunek od 2017 jest wymieniany w Załączniku I konwencji CITES, wcześniej był umieszczany w mniej rygorystycznych załącznikach II i III.